# 오야촌 (효고현)
오야촌(大屋村)은 효고현 야부군에 있던 촌이다. 현재의 아사고시 중심부에 해당한다.

## 역사
- 1889년 4월 1일 - 정촌제 시행에 의해 5촌의 구역을 가지고 성립하였다.
- 1955년 3월 31일 - 구치오야촌, 미나미다니촌,니시다니촌과 합병해 오야정이 성립, 동일 오야촌은 폐지되었다.

## 참고문헌
- 『日本現今人名辞典』日本現今人名辞典発行所、1903年。
- 大日本篤農家名鑑編纂所編『大日本篤農家名鑑』大日本篤農家名鑑編纂所、1910年。
- 衆議院事務局編『衆議院議員略歴 第1回乃至第19回』衆議院事務局、1936年。
- 『角川日本地名大辞典 28 兵庫県』。